# Comuna Horiv, Ostroh
Horiv (în ucraineană Хорів) este o comună în raionul Ostroh, regiunea Rivne, Ucraina, formată din satele Brodivske și Horiv (reședința).

## Demografie
Componența lingvistică a comunei Horiv
     Ucraineană (99,21%)
     Alte limbi (0,65%)
Conform recensământului din 2001, majoritatea populației comunei Horiv era vorbitoare de ucraineană (99,21%), existând în minoritate și vorbitori de alte limbi.